# Iljinskoje (rejon jurjew-polski)
Iljinskoje (ros. Ильинское) – wieś (sieło) w Rosji, w obwodzie włodzimierskim, w rejonie jurjew-polskim. W 2010 liczyła 87 mieszkańców.